# Лукичёв, Василий Александрович
Василий Александрович Лукичёв (31 декабря 1991, Москва, Россия) — российский футболист, вратарь, тренер вратарей.

## Биография
Воспитанник московских ЦСиО «Локомотив» (до 2005), СДЮШОР-44 «Красногвардеец» (2006—2007), ФШМ Торпедо (2008—2009). В 2009 году играл в первенстве ЛФЛ за «Красногвардеец». В 2010 году в составе команды первенства ПФЛ «Зеленоград» в 15 играх пропустил 25 голов. Сезоны 2011/12 — 2012/13 провёл в клубе «Локомотив-2» Москва, за который провёл пять матчей в июне — августе 2012 в первенстве ПФЛ и Кубке России; первые четыре матча отстоял на «ноль». Перед сезоном 2013/14 перешёл в клуб ПФЛ «Строгино», за который в течение 2,5 лет в 54 матчах первенства пропустил 55 голов. Зимой 2015/16 перешёл в клуб ФНЛ «Тосно». Единственный матч провёл 2 апреля 2016 против «Тюмени» (2:4). Обладатель Кубка России 2017/18 — был в запасе в финальном матче против курского «Авангарда» (2:1). После расформирования команды летом 2018 — свободный агент. 1 марта 2019 был заявлен за клуб КФС «Крымтеплица». 19 января 2021 года был назначен тренером вратарей в «Строгино».